# Bonnemazon
Bonnemazon è un comune francese di 78 abitanti situato nel dipartimento degli Alti Pirenei nella regione dell'Occitania.

## Società

### Evoluzione demografica
Abitanti censiti